# Daniel González (zapaśnik)
Daniel González Aguillera (ur. 9 marca 1975) – kubański zapaśnik w stylu wolnym. Ósmy w mistrzostwach świata w 2002. Brąz na igrzyskach panamerykańskich w 2003. Dwa medale na mistrzostwach panamerykańskich, złoto w 2004. Złoto na igrzyskach Ameryki Środkowej i Karaibów w 1998 roku. Trzeci w Pucharze Świata w 1996 i 2000 i piąty w 1998. Mistrz świata kadetów z 1991 roku.